# Traian Cihărean
Traian Ioachim Cihărean (Bichigiu, 13 de julio de 1969) es un deportista rumano que compitió en halterofilia.
Participó en tres Juegos Olímpicos de Verano, obteniendo una medalla de bronce en Barcelona 1992, en la categoría de 52 kg, el sexto lugar en Seúl 1988 y el quinto en Atlanta 1996.
Ganó una medalla de bronce en el Campeonato Mundial de Halterofilia de 1989 y seis medallas en el Campeonato Europeo de Halterofilia entre los años 1988 y 1996.

## Palmarés internacional
| Juegos Olímpicos   | Juegos Olímpicos       | Juegos Olímpicos  | Juegos Olímpicos |
| Año                | Lugar                  | Medalla           | Categoría        |
| ------------------ | ---------------------- | ----------------- | ---------------- |
| 1992               | Barcelona (España)     | Medalla de bronce | 52 kg            |
| Campeonato Mundial |                        |                   |                  |
| Año                | Lugar                  | Medalla           | Categoría        |
| 1989               | Atenas (Grecia)        | Medalla de bronce | 52 kg            |
| Campeonato Europeo |                        |                   |                  |
| Año                | Lugar                  | Medalla           | Categoría        |
| 1988               | Cardiff (Reino Unido)  | Medalla de plata  | 52 kg            |
| 1989               | Atenas (Grecia)        | Medalla de plata  | 52 kg            |
| 1990               | Ålborg (Dinamarca)     | Medalla de plata  | 52 kg            |
| 1991               | Władysławowo (Polonia) | Medalla de oro    | 52 kg            |
| 1992               | Szekszárd (Hungría)    | Medalla de plata  | 52 kg            |
| 1996               | Stavanger (Polonia)    | Medalla de bronce | 54 kg            |